# Night of the Wild
Pour plus de détails, voir Fiche technique et Distribution.
Night of the Wild est un téléfilm d’horreur américain réalisé par Eric Red, sorti en 2015. Le film a été diffusé pour la première fois sur Syfy le 3 octobre 2015,,,,.

## Synopsis
Une météorite verte atterrit dans une ville tranquille et transforme de nombreux chiens locaux en tueurs vicieux.

## Distribution
- Rob Morrow : Dave
- Kelly Rutherford : Sara
- Tristin Mays : Rosalyn
- Carmen Tonry : Danielle
- Jill Zarin : Liz
- Mary Katherine O'Donnell : Alice Wise
- B.D. Boudreaux : Bill
- Mason Guccione : Casey
- Darrell Chumley : Chester
- Eric Ashton Spooner : Eddie le pompier
- Dalton Alfortish : Ray
- Shanna Marie Burris : Misty
- Dylan Vox : Seth
- Christin Rankins : la toiletteuse
- Andre Bauth : Sandoval
- Maria Robles : Kim
- Michael Irpino : Mr. Robertson
- Mary Alice Risener : Pia[7].

## Production
Le tournage a eu lieu à Slidell, en Louisiane, aux États-Unis. Le film est sorti le 3 octobre 2015 aux États-Unis, son pays d’origine.

## Réception critique
Fox Emm de wickedhorror.com a donné au film une note de 6/10, écrivant : « Choisir de pécher par excès de simplicité lors du tournage de ce film était un excellent choix et donne une image beaucoup plus effrayante dans l’ensemble. »
Michael Therkelsen de horrorsociety.com a qualifié le film de « essentiellement Cujo rencontre The Crazies ».
Stabford Deathrage de culturedvultures.com a qualifié le film de « involontairement hilarant » et « complètement ridicule ».
Night of the Wild recueille un score d’audience de 7% sur Rotten Tomatoes.